# 조재범
조재범은 대한민국의 스케이팅 코치이다. 피해자를 몇 년 동안 수차례 성폭행한 혐의로 기소되었고 폭력을 상습적으로 한 인물이다.